# Magali Le Floc'h
Magali Le Floc'h (Meaux, Sena i Marne, 17 d'agost de 1975) és una ciclista francesa. S'ha proclamat campiona nacional en ruta dues vegades.

## Palmarès
- 1995
  - Vencedora d'una etapa al Tour de l'Alta Viena
  - Vencedora d'una etapa al Tour de la Drôme
- 1999
  - Vencedora d'una etapa al Tour de l'Alta Viena
- 2000
  - Vencedora d'una etapa al Tour de l'Aude
  - Vencedora d'una etapa al Tour de Bretanya
- 2001
  - 1a a la Copa de França
  - 1a al Premi de la Vila del Mont Pujols
  - 1a al Tour de la Drôme i vencedora d'una etapa
  - Vencedora d'una etapa al Tour de l'Aude
- 2002
  -  Campiona de França en ruta
- 2003
  - 1a al Trofeu dels escaladors
  - Vencedora d'una etapa al Tour de Bretanya
  - Vencedora d'una etapa al Tour del Gran Mont-real
- 2004
  - 1a al Premi de la Vila del Mont Pujols
  - Vencedora d'una etapa al Tour de Bretanya
  - Vencedora d'una etapa a la San Dimas Stage Race
- 2005
  -  Campiona de França en ruta
  - 1a a la Copa de França
  - 1a al Premi de la Vila del Mont Pujols
  - Vencedora de 2 etapes al Tour de Bretanya
  - Vencedora d'una etapa al Trofeu d'Or
- 2008
  - 1a a la Copa de França